# Batalla de Puerto de Carroza
La Batalla de Puerto de Carroza  fue una acción menor militar de la Guerra de Independencia de México, efectuada entre el 6 de octubre y el 9 de octubre de 1810, en Puerto de Carroza, Guanajuato. Las fuerzas insurgentes fueron derrotadas por las fuerzas realistas del sargento mayor Bernardo Tello, logrando causar muchas bajas a los mismos y desplazar una pequeña columna insurgente. Esta batalla fue calificada por la Gaceta de México como “la primera batalla campal de la insurgencia”. 

## Antecedentes
Mientras Félix María Calleja del Rey organizaba la reacción realista con motivo de la Toma de la Alhóndiga de Granaditas, Manuel Flon había logrado llegar a Guanajuato con las tropas que habían salido de la Ciudad de México. Flon, de las fuerzas del brigadier Ignacio García Rebollo destacó cerca de Puerto Carroza a una división de 600 hombres a las órdenes del sargento mayor Bernardo Tello ya que las fuerzas insurgentes habían penetrado por las inmediaciones del poblado de San Miguel del Grande, hoy San Miguel de Allende. La división realista estaba compuesta de la infantería y voluntarios de la ciudad de Celaya y la compañía de dragones de Sierra Gorda que fue formada en Querétaro con fugitivos europeos siendo puesta al mando del capitán Antonio Linares junto con 2 piezas de artillería.

## Batalla
Tello, creyendo que las fuerzas insurgentes no excedían a más de 300 soldados se dirigió al poblado con el fin de hostigar y crear combate, sin embargo, al descubrir que los insurgentes en Puerto de Carroza, Guanajuato, eran alrededor de 3000 hombres, la división realista se dispersó creyendo imposibilitada para el combate. Al frente del campo sólo quedó la columna compuesta de 180 hombres bajo el mando del capitán Linares. Linares decidió avanzar con sus tropas generando que la división realista regresara al campo. La tarde del 9 de octubre se sostuvo una acción decisiva en la que la tropa insurgente, en su mayoría compuesta por indígenas, no conociendo el efecto de la artillería española, se avalanzaba sobre ella creyendo defenderse con el simple hecho de presentarse frente a las bocas de sus cañones. 

## Consecuencias
Las filas insurgentes sufrieron de muchas perdidas mientras que las fuerzas realistas sólo sufrieron la pérdida de un soldado de la compañía de Celaya que fue muerto por la artillería realista. Aunque de muy poca importancia, la victoria significó la primera acción dada a los insurgentes en campo raso, viéndosele como buen presagio a nuevas victorias españolas.